# Juan Zúñiga
Juan Camilo Zúñiga Mosquera (* 14. Dezember 1985 in Chigorodó, Departamento de Antioquia) ist ein ehemaliger kolumbianischer Fußballspieler.

## Karriere

### Im Verein
Zúñiga begann seine Karriere bei Atlético Nacional. Dort gehörte er ab 2005 zum Profikader und wurde 2005 und 2007 kolumbianischer Meister. Mit Atlético Nacional nahm er an der Copa Libertadores 2008 teil. Zur Saison 2008/09 wechselte er zur AC Siena. Nach einer Spielzeit in Siena, in der Zúñiga 28 Partien in der Serie A bestritt, transferierte er im Sommer 2009 zum italienischen Traditionsverein SSC Neapel. Er unterschrieb bei den Süditalienern einen Fünfjahresvertrag. Im Januar 2016 wurde er an den Ligakonkurrenten FC Bologna verliehen. Im Sommer 2016 lieh ihn der englische Erstligist FC Watford. Anfang 2018 kehrte Zúñiga für ein halbes Jahr nach Kolumbien zurück, kam aber bei Atlético Nacional nur auf vier Saisoneinsätze. Im Juli 2018 gab Zúñiga sein sofortiges Karriereende bekannt.

### Nationalmannschaft
Zúñiga nahm mit der kolumbianischen U-20-Nationalmannschaft an der Junioren-Fußballweltmeisterschaft 2005 teil, bei der er das Achtelfinale erreichte. Seit 2005 gehört er zum Kader der kolumbianischen Fußballnationalmannschaft. Er gehörte zum Kader Kolumbiens bei der Copa América 2007, wo er beim letzten Gruppenspiel gegen die USA zum Einsatz kam.
Bei der Fußball-Weltmeisterschaft 2014 war Zúñiga Stammspieler auf der rechten Außenseite und erreichte nach einer Vorrunde ohne Punktverlust mit seiner Mannschaft das Viertelfinale gegen Brasilien, das Kolumbien jedoch mit 1:2 verlor. In diesem Spiel beging Zúñiga ein Foul an dem brasilianischen Stürmer Neymar, woraufhin dieser einen Wirbelbruch erlitt und für den Rest der WM ausfiel. In der Folge wurde Zúñiga in sozialen Netzwerken beschimpft und erhielt Morddrohungen. Er selbst entschuldigte sich und erklärte, es habe sich um einen normalen Zweikampf ohne Verletzungsabsicht gehandelt.

## Erfolge
- Kolumbianischer Meister: 2005-I, 2007-I, 2007-II
- Italienischer Pokalsieger: 2011/12, 2013/14